# 히나미자와 마을

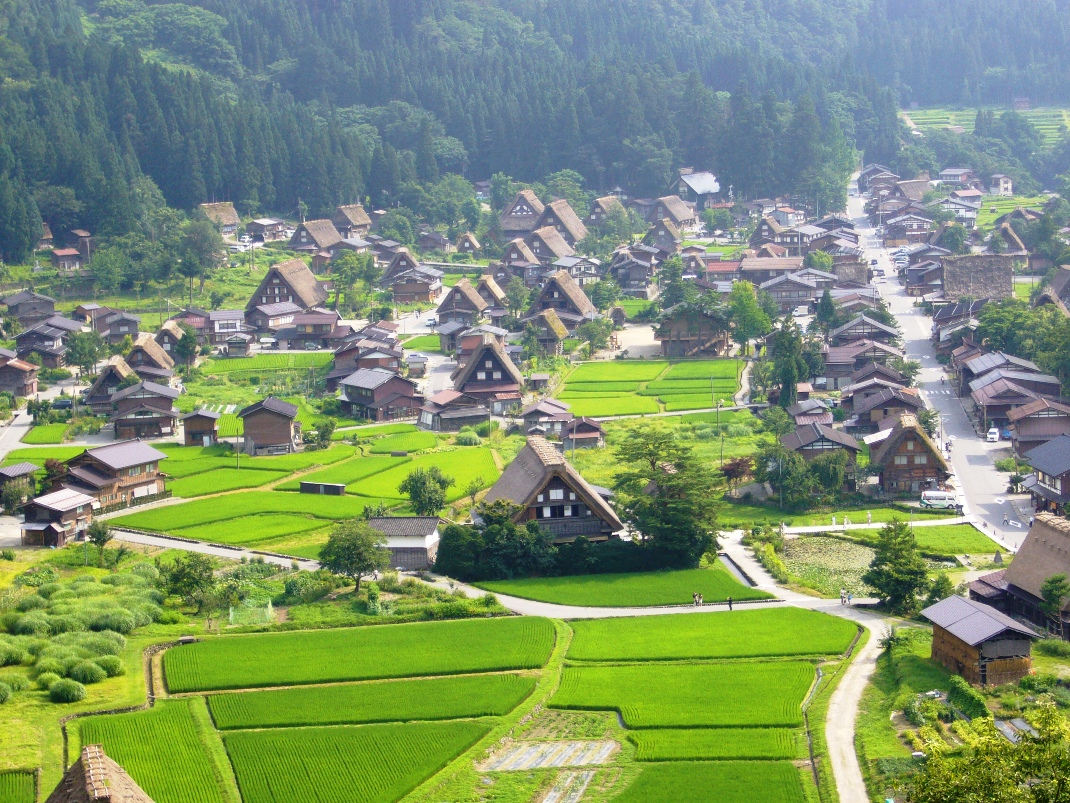
히나미자와 마을의 모델이 된 시라카와 군 취락 모습 (기후 현 오노 군 시라카와 마을)

히나미자와 마을(일본어: 雛見沢村)는 동인 게임 쓰르라미 울 적에의 무대가 되는 장소로 기후현 오노군 시라카와 마을을 모델로 삼았다.
시대 설정은 쇼와58년(1983년)으로 히나미자와에는 예로부터 계속되는 마을 사회 특유의 풍습이 남아 있다.
산속의 한촌에서 인구는 약 2000명.풍부한 자연 환경을 가지다.피차별 촌락이었던 것이나, 마을을 가라앉히게 될 댐 건설 계획에 마을 전체가 반대 운동을 실시한 경위로부터, 마을 사람의 연대는 매우 강하다.오랜 풍습에 따라 마을의 운영은 어삼가(御三家)라 불리는 세 일족의 합의로 결정된다.특히 그 중 하나인 소노자키 가문이 정치적, 경제적 주도권을 쥐고 실질적으로 마을을 지배하고 있다.
신사의 제신(祭神)인 오야시로님에 대한 신앙이 마을 사람들에게 침투되어 있다.과거 4년 연속 매년 한 명이 죽고 한 명이 사라지는 연쇄 괴사 사건이 일어났고, 그 피해자들은 모두 마을의 적으로 간주될 수 있는 인물이었다는 점에서 마을 사람들은 오야시로님의 재앙으로 두려워하고 있다.
소노자키 가문의 지배와 재앙에 대한 두려움에서 생겨난 의심의 눈초리가 5년째의 사건에 깊게 관련되어 오게 된다.쓰르라미 울 적에에는 이 5년째 사건의 전말이 그려진다.이야기는 본편 8편과 추가 작품군으로 이루어져, 각편은 같은 장소, 같은 시간에 다른 전개와 결말이 되는 사건을 그린다지만, 일부를 제외하고 사건은 많은 수수께끼를 안은 채 미궁에 빠진다.